# Jacopo Coppi

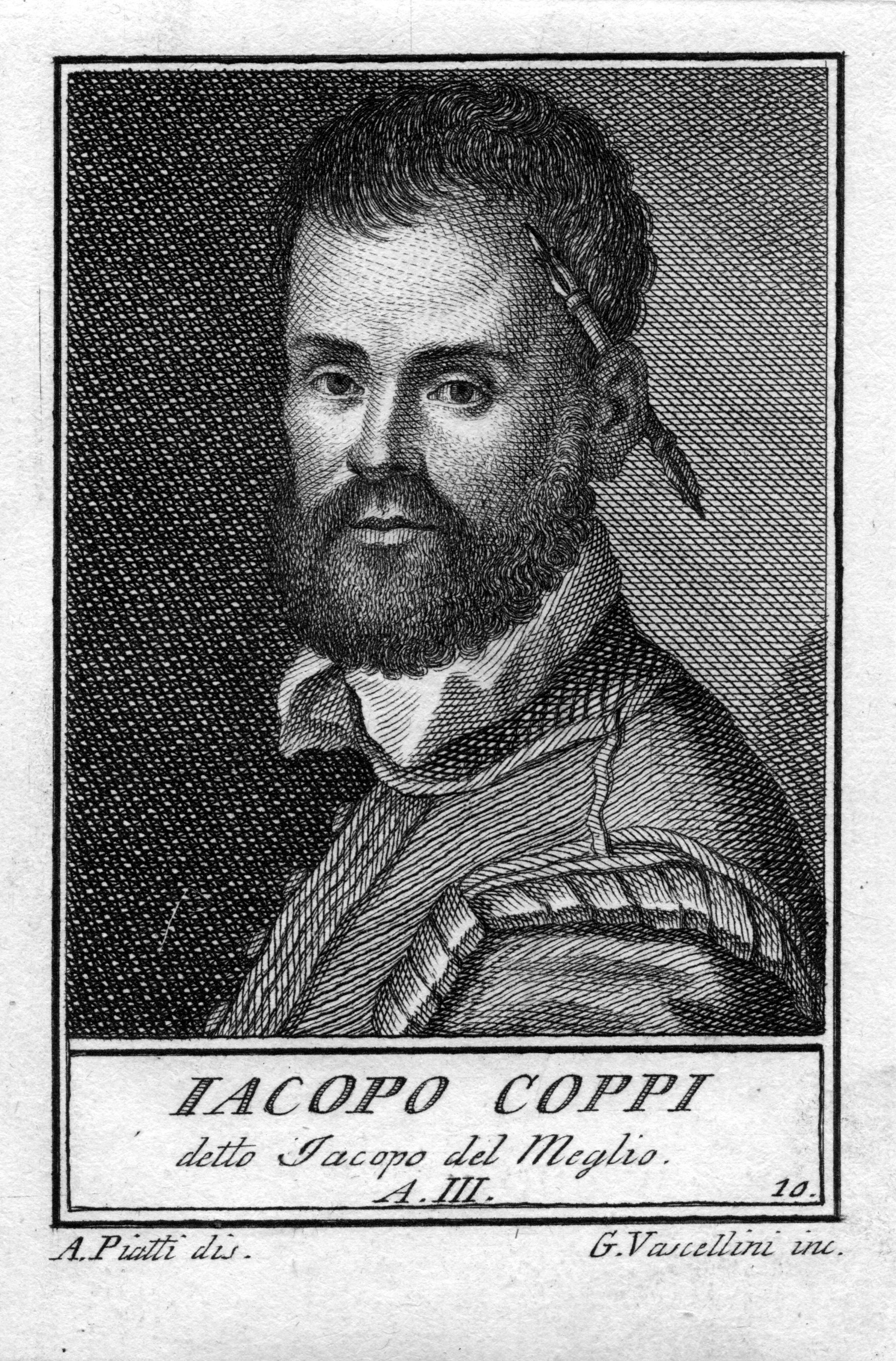

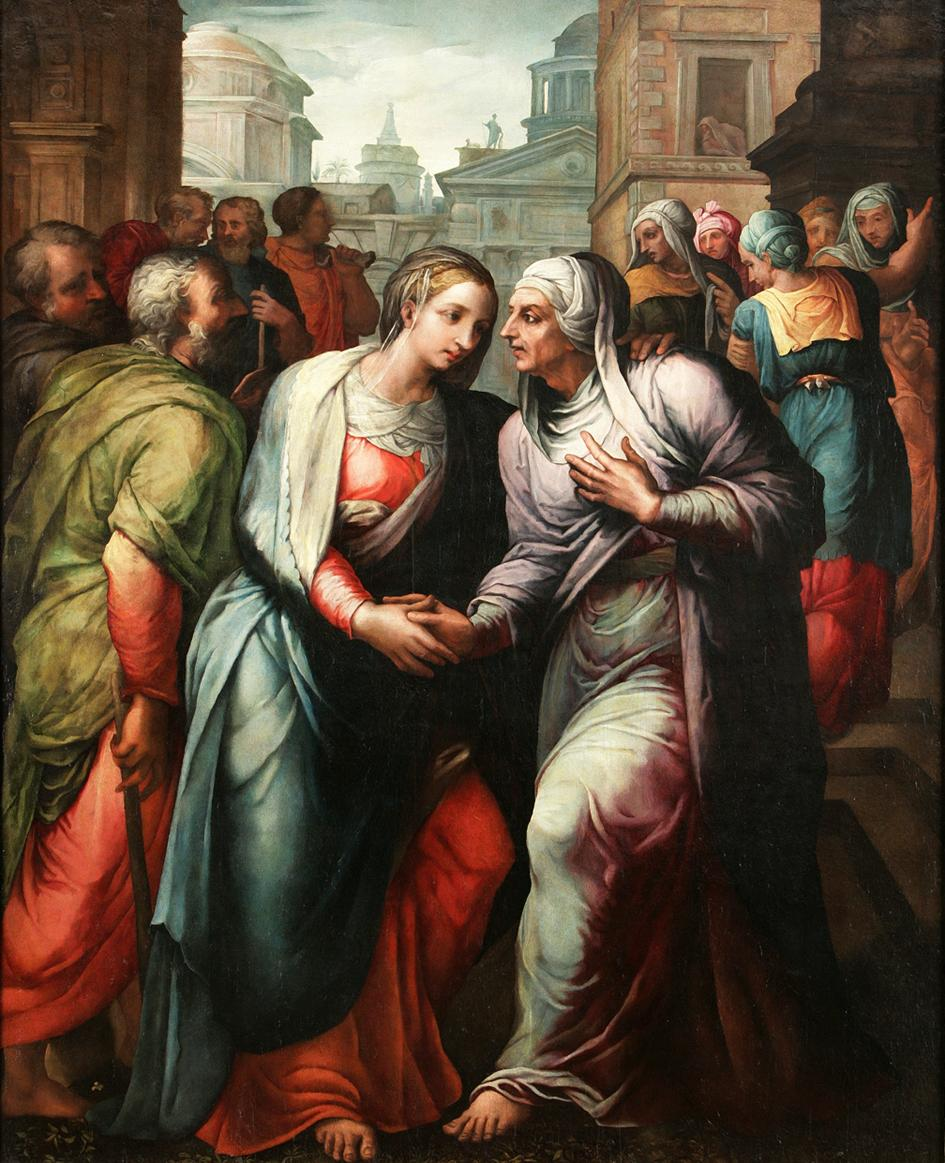
Visitación

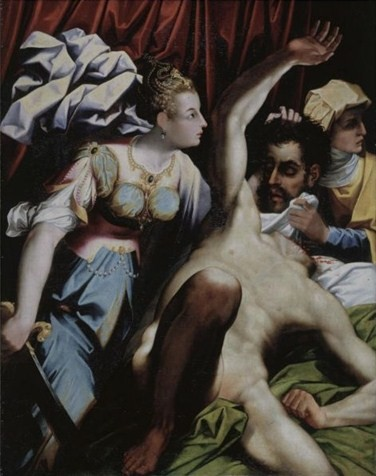
Judith con la cabeza de Holofernes

Jacopo Coppi, también llamado Jacopo del Meglio (Peretola, 1546-Florencia, 1591), fue un pintor manierista italiano.

## Biografía
Formado con Michele Tosini y ayudante de Giorgio Vasari, colaboró con él en el proyecto de decoración del Studiolo de Francisco I en el Palazzo Vecchio de Florencia. Contribuyó con dos lienzos: La Invención de la pólvora y La Familia de Darío ante Alejandro Magno.
Su estilo parte ciertamente del de Vasari, pero llevado hasta un grado de preciosismo extremo. Posteriormente Coppi evolucionó hacia una síntesis con la herencia del primer manierismo florentino, representado por artistas como Andrea del Sarto y Fra Bartolomeo.

## Obras destacadas
- Invención de la pólvora (1571, Studiolo de Francisco I, Palazzo Vecchio, Florencia)
- La familia de Darío ante Alejandro Magno (1572, Studiolo de Francisco I, Palazzo Vecchio, Florencia)
- Predicación de San Vicente (1574, Santa Maria Novella, Florencia)
- Decoración de la iglesia de San Pietro in Vincoli (1577, Roma)
  - Liberación de San Pedro (1577, San Pietro in Vincoli, Roma)
  - Eudocia dona las cadenas al pontífice (1577, San Pietro in Vincoli, Roma)
  - Historia del crucifijo de Beirut (1577, San Pietro in Vincoli, Roma)
  - El patriarca Juvenal de Jerusalem consagra las cadenas de Pedro y Eudocia (1577, San Pietro in Vincoli, Roma)
- Ecce Homo (1576, Santa Croce, Florencia)
- Milagro del Crucifijo de Soria (1579, San Salvatore, Bolonia)
- Judith con la cabeza de Holofernes (Colección particular)
- Visitación (Galeria Romigioli, Legnano)
- Virgen con el niño y Santa Ana (colección particular)
- San Jorge y el dragón (Colección Scatizzi, Florencia)
- Crucifixión (Oratorio del Gonfalone, Moncalvo)